# ارم حق
ارم حق (انگلیسی: Iram Haq؛ زادهٔ ۱ ژانویهٔ ۱۹۷۶) هنرپیشه، کارگردان فیلم، مدل (شخص)، و خواننده اهل نروژ است.
از فیلم‌ها یا برنامه‌های تلویزیونی که وی در آن نقش داشته‌است می‌توان به فرشتگان سقوطکرده اشاره کرد.